# Oberea yunnana
Oberea yunnana là một loài bọ cánh cứng trong họ Cerambycidae.